# 慶親王內閣
慶親王內閣組建於清朝宣統三年四月初十（1911年5月8日），解散於同年九月廿六（1911年11月16日）。是中國歷史上第一個現代內閣，由慶親王奕劻組閣。
當年隆裕太后宣布廢除軍機處，實行內閣制，任命內閣總理大臣和諸大臣；然而由於內閣成員共13人，9人為滿蒙貴族，其中7人為皇族，因此被譏諷為「皇族內閣」，違反「滿漢一體」。
慶親王內閣成立之日暨宣統三年四月初十（1911年5月8日），隆裕還頒佈了《內閣官制》和《內閣辦事暫行章程》。由於慶親王內閣為中國歷史上之始創，所以清政府宣稱為慎重起見，未實行新《內閣官制》，僅是根據《內閣辦事暫行章程》成立。而軍事上的所有問題也不由內閣總理大臣負責，而是由軍諮府大臣載濤負責。

## 內閣成員
本次内閣全體閣員如下。無說明者均為1911年5月8日（宣統三年四月初十）任命，11月1日（宣統三年九月十一日）解任：
- 国务大臣
  - 內閣總理大臣：慶親王奕劻
  - 內閣協理大臣：那桐、徐世昌
  - 外務部外務大臣：梁敦彥（原任外務部尚書鄒嘉來署理，六月十五日（1911年7月10日）鄒嘉來改授弼德院副院長）
  - 民政部民政大臣：肅親王善耆（閏六月廿一日（1911年8月15日）改授理藩大臣）、桂春（倉場侍郎署理，九月九日（1911年10月30日）卸任）、趙秉鈞（九月九日（1911年10月30日）任）
  - 度支部度支大臣：鎮國公載澤
  - 學部學務大臣：唐景崇
  - 陸軍部陸軍大臣：蔭昌
  - 海軍部海軍大臣：贝勒載洵
  - 法部司法大臣：紹昌
  - 農工商部農工商大臣：贝子加贝勒衔溥倫
  - 郵傳部郵傳大臣：盛宣懷（九月五日（1911年10月26日）革）、唐紹儀（九月五日（1911年10月26日）任，未到任，郵傳部右侍郎吳郁生署理）
  - 理藩部理藩大臣：宗室壽耆（閏六月廿一日（1911年8月15日）免）、肅親王善耆（閏六月廿一日（1911年8月15日）改授理藩大臣）
- 都察院
  - 都御史：張英麟
- 弼德院
  - 院長：陸潤庠（六月十五日（1911年7月10日）解職）、榮慶（六月十五日（1911年7月10日）任）
  - 副院長：榮慶（六月十五日（1911年7月10日）改院長）、鄒嘉來（六月十五日（1911年7月10日）任）
- 典禮院
  - 掌院學士：李殿林（六月廿六日（1911年7月20日）禮部改設典禮院，任）[1]
  - 副掌院學士：郭曾炘（六月廿六日（1911年7月20日）禮部改設典禮院，任）[2]

内閣總理大臣、內閣協理大臣及各部大臣具體情況如下：
| 職位         | 姓名             | 肖像 | 所屬             | 備注               |
| ------------ | ---------------- | ---- | ---------------- | ------------------ |
| 內閣總理大臣 | 慶親王奕劻       |      | 滿·宗室          |                    |
| 內閣協理大臣 | 那桐             |      | 滿               | 兩人同時就任       |
| 內閣協理大臣 | 徐世昌           |      | 漢（直隸天津人） | 兩人同時就任       |
| 外務大臣     | 梁敦彥           |      | 漢（廣東順德人） |                    |
| 民政大臣     | 肅親王善耆       |      | 滿·宗室          | 四月初十任         |
| 民政大臣     | 桂春             |      | 滿               | 七月十二日任，署理 |
| 民政大臣     | 趙秉鈞           |      | 漢（河南汝州人） | 十月初二任         |
| 度支大臣     | 鎮國公載澤       |      | 滿·宗室          |                    |
| 學務大臣     | 唐景崇           |      | 漢（廣西灌陽人） |                    |
| 陸軍大臣     | 蔭昌             |      | 滿               |                    |
| 海軍大臣     | 贝勒載洵         |      | 滿·宗室          |                    |
| 司法大臣     | 紹昌             |      | 滿·觉罗          |                    |
| 農工商大臣   | 贝子加贝勒衔溥倫 |      | 滿·宗室          |                    |
| 郵傳大臣     | 盛宣懷           |      | 漢（江蘇武進人） |                    |
| 郵傳大臣     | 唐紹儀           |      | 漢（廣東香山人） | 九月五日任，未到任 |
| 理藩大臣     | 壽耆             |      | 滿·宗室          |                    |
| 理藩大臣     | 肅親王善耆       |      | 滿·宗室          | 閏六月廿一日任     |

## 内阁属官
宣统三年五月廿七日（1911年6月23日）清廷批准了内阁属官名单如下：
- 阁丞：华世奎
- 承宣厅
  - 厅长：赵廷珍
  - 副厅长：英秀（满）
- 制诰局
  - 局长：楊壽樞
  - 副局长：裕隆（满）
- 叙官局
  - 局长：宗室宝铭（宗室）
  - 副局长：張鍇
- 统计局
  - 局长：杨度
  - 副局长：张国淦（十一月廿日（1912年1月8日）辞免）
- 印铸局
  - 局长：陆宗舆（九月三日（1911年10月24日）请假，黃瑞麒署；十月六日（1911年11月26日）解职，欧阳熙兼署）
  - 副局长：黃瑞麒（九月三日（1911年10月24日）署局长，礼部侍郎欧阳熙暂署；十月六日（1911年11月26日）解职，欧阳熙授副局长、兼署局长）、欧阳熙
- 法制院
  - 院使：李家駒（十一月廿日（1912年1月8日）电请开缺，大理寺少卿刘若曾十一月廿日（1912年1月8日）署）
  - 副使：章宗祥（十一月廿日（1912年1月8日）辞免，参议吴廷燮署）
- 参议：吳廷燮（十一月廿日（1912年1月8日）署法制院副使）、林炳章、徐宗溥、阮忠枢（十二月十五日（1912年2月2日）署邮传大臣）[3]

## 影響
「皇族內閣」的組成，使部分立憲派和社會輿論倍感失望，認為隆裕太后無意立憲，部分人倒向革命陣營。這屆內閣在辛亥革命浪潮中迅速倒臺，被袁世凱內閣取代。
清政府方面，當時的內閣學士李家駒指出：
1. 当时中国唯一具有宪法性质的《钦定宪法大纲》并没有规定皇族不能组织内阁；
2. 《大日本帝國憲法》也没有类似规定（李家驹曾充驻日公使和出使日本考察宪政大臣）；
3. 奕劻内阁只是暂行阁制，具有过渡性质[4]。

中國歷史學博士李细珠指出，与其说奕勘内阁是因皇族亲贵太多，不如说是因清朝皇族亲贵为满族，满汉矛盾才是问题的焦点。

### 引用
1. ↑  錢實甫編，清代職官年表，北京：中华书局，1980年，p.331.
2. ↑  清史稿‧卷二十五‧本紀二十五‧宣統皇帝本紀
3. ↑  錢實甫編，清代職官年表，北京：中华书局，1980年，p.3095.
4. 1 2  李细珠《论清末“皇族内阁”出台的前因后果———侧重清廷高层政治权力运作的探讨》，〈青年学术论坛〉，2006年卷